# Daniëlle Noordermeer
Daniëlle Noordermeer (Rotterdam, 11 mei 1999) is een Nederlands voetbalspeelster. Ze speelt als verdediger voor Ajax.

## Carrière
Noordermeer speelde in de jeugd van Rockanje, Nieuwenhoorn, OVV en RVVH. In 2018 ging zij voor Excelsior Barendrecht in de Nederlandse Eredivisie Vrouwen spelen. Vanaf het seizoen 2022/23 kwam Noordermeer uit voor ADO. In drie seizoenen miste Noordermeer vrijwel geen wedstrijd voor de Hagenezen en wist ze zeven doelpunten mee te pikken.
In juni 2025 tekende Noordermeer een tweejarig contract bij competitiegenoot Ajax.

## Statistieken
| Seizoen | Club                  | Land      | Competitie | Wedstrijden | Doelpunten |
| ------- | --------------------- | --------- | ---------- | ----------- | ---------- |
| 2018/19 | Excelsior Barendrecht | Nederland | Eredivisie | 19          | 0          |
| 2019/20 | Excelsior Barendrecht | Nederland | Eredivisie | 12          | 0          |
| 2020/21 | Excelsior             | Nederland | Eredivisie | 16          | 1          |
| 2021/22 | Excelsior             | Nederland | Eredivisie | 24          | 4          |
| 2022/23 | ADO Den Haag          | Nederland | Eredivisie | 20          | 4          |
| 2023/24 | ADO Den Haag          | Nederland | Eredivisie | 22          | 1          |
| 2024/25 | ADO Den Haag          | Nederland | Eredivisie | 22          | 2          |
| 2025/26 | Ajax                  | Nederland | Eredivisie | 0           | 0          |
| Totaal  | Totaal                | Totaal    | Totaal     | 135         | 12         |

Laatste update: 24 juni 2024

## Privé
Noordermeer studeerde sinds 2017 Medische Natuurwetenschappen aan de Vrije Universiteit Amsterdam. Vervolgens heeft ze de studie Cardiovascular Research gevolgd aan de Vrije Universiteit Amsterdam. Vanaf 2022 werkt Noordermeer als PhD-onderzoeker aan onderzoek naar hartfalen en hartritmestoornissen aan het Erasmus MC.
1 Van Eijk ·
3 Van der Veen ·
4 Den Turk ·
6 Van de Velde ·
7 Van Egmond ·
8 Spitse  ·
9 Tolhoek ·
12 Van Hensbergen ·
13 Niënhuis ·
15 Kaagman ·
16 Noordman ·
17 Jansen ·
18 Keijzer ·
19 T. Hoekstra ·
20 Yohannes ·
21 Van Gool ·
22 Sabajo ·
23 Keukelaar ·
24 De Klonia ·
25 De Sanders ·
26 Kardinaal ·
27 Buikema ·
31 Van der Wal ·
Coach: De Reus
· Assistent-coach: Luiten